# イスピカ
イスピカ（イタリア語: Ispica）は、イタリア共和国シチリア州ラグーザ県にある、人口約1万5000人の基礎自治体（コムーネ）。

## 地理

### 位置・広がり

#### 隣接コムーネ
隣接するコムーネは以下の通り。括弧内のSRはシラクーザ県所属を示す。
- モーディカ
- ノート (SR)
- パキーノ (SR)
- ポッツァッロ
- ロゾリーニ (SR)